# Saredo Tsumibito wa Ryū to Odoru
Saredo Tsumibito wa Ryū to Odoru (されど罪人は竜と踊る Dances with the Dragons?) es una serie de novelas ligeras japonesas, escrita por Labo Asai e ilustrada por Miyagi, quien luego fue reemplazado por Zain. Fue publicado originalmente como Saredo Tsumibito wa Ryū to Odoru (されど罪人は竜と踊る) por Kadokawa Shoten, quien lanzó ocho volúmenes entre 2003 y 2006 bajo su sello Kadokawa Sneaker Bunko. Se cambió de editor en 2008 a Shogakukan, que ha publicado veinticuatro volúmenes hasta febrero de 2023. Una adaptación a manga de la serie original con arte de Yaku Haibara fue serializada en la revista Beans Ace de Kadokawa. Fue recopilado en un solo volumen de tankōbon. 
Una adaptación de la serie de televisión de anime animada por Seven Arcs Pictures se emitió del 5 de abril al 21 de junio de 2018.

## Sinopsis
Hace mucho tiempo, los dragones eran las únicas criaturas capaces de ejercer magia, que utilizaban para aterrorizar a la humanidad, hasta que la humanidad aprendió a canalizar la magia a través de fórmulas y hechizos especiales llamados "jushiiki". Aquellos capaces de usar jushiiki se hicieron conocidos como jushikiistas y se volvieron cruciales en la lucha contra los dragones a lo largo de los años, hasta que se impuso un tratado de paz para evitar que ambas razas se aniquilaran entre sí. En la actualidad, Gayus y Gigina son dos jushikiistas que aceptan trabajos especiales de una variedad de clientes en la ciudad de Eridana.

## Personajes
Gayus Levina Sorel (ガユス・レヴィナ・ソレル Gayusu Revina Soreru?)
 Seiyū: Nobunaga Shimazaki
Gigina Jerde Dolk Melios Ashley Boeuf (ギギナ・ジャーディ・ドルク・メレイオス・アシュレイ・ブフ Gigina Jādi Doruku Mereiosu Ashurei Bufu?)
 Seiyū: Yoshimasa Hosoya
Jivunya Lorezzo (ジヴーニャ・ロレッツォ Jivūnya Rorettso?)
 Seiyū: Yōko Hikasa
Nidvolk (ニドヴォルク Nidovoruku?)
 Seiyū: Yūko Kaida
Mordin Orjes Gyunei (モルディーン・オージェス・ギュネイ Morudīn Ōjesu Gyunei?)
 Seiyū: Takaya Hashi
Yorkan (ヨーカーン Yōkān?)
 Seiyū: Mutsumi Tamura
Curaso Opt Koga (キュラソー・オプト・コウガ Kyurasō Oputo Kouga?)
 Seiyū: Yoshino Nanjō
Jesper Livy Raki (イェスパー・リヴェ・ラキ Yesupā Rive Raki?)
 Seiyū: Takanori Hoshino
Berdrit Livy Raki (ベルドリト・リヴェ・ラキ Berudorito Rive Raki?)
 Seiyū: Sora Toku
Genon Cull Darius (ジェノン・カル・ダリウス Jenon Karu Dariusu?)
 Seiyū: Gou Inoue
Herodel (ヘロデル Heroderu?)
 Seiyū: Atsushi Imaruoka
Arzel (アーゼル Āzeru?)
 Seiyū: Aya Suzaki
Maslow Gossum (マズローゴッサム Mazurō Gossamu?)
 Seiyū: Hirofumi Nojima
Largonquin Bathcark (ラルゴンキン・バスカーク Rarugonkin Basukāku?)
 Seiyū: Rintarō Nishi
Javeira Gofe Zutcliff (ジャベイラ・ゴーフ・ザトクリフ Jabeira Gōfu Zatokurifu?)
 Seiyū: Rica Matsumoto
Īgī Dorie (イーギー・ドリイエ Īgī Doriie?)
 Seiyū: Hiro Shimono
Yākutō Pedimete (ヤークトー・ペジメテ Yākutō Pejimete?)
 Seiyū: Motomu Kiyokawa
Remedius (レメディウス Remediusu?)
 Seiyū: Tomokazu Sugita
Zuo rū (ズオ・ルー Zuo rū?)
 Seiyū: Akira Ishida
Amupura (アムプーラ Amupura?)
 Seiyū: Norio Wakamoto

## Contenido de la obra

### Anime
Una adaptación de la serie de televisión de anime animada por Seven Arcs Picturesestaba originalmente programada para emitirse a partir del 5 de octubre de 2017 en TBS. Sin embargo, debido a problemas de producción, el estreno del anime se retrasó hasta el 5 de abril de 2018 en TBS y posteriormente el 14 de abril de 2018 en BS-TBS. Hiroshi Nishikiori se desempeña como director en jefe de la serie, Hirokazu Hanai dirige la serie, Takayo Ikami está a cargo de la composición de la serie y Masaru Kitao diseña los personajes. fripSide interpretó el tema de apertura "divine criminal" y Maon Kurosaki interpretó el tema de cierre "décadence". La serie duró 12 episodios. Crunchyroll transmitió la serie.